# В яблочко!
Не путать с индийским фильмом «В яблочко» с участием Бхуми Педнекар.
«В яблочко!» (англ. Bullseye!) — криминальная комедия Майкла Уиннера, снятая им в 1990 году на основе собственного рассказа.

## Сюжет
Два известных английских физика Дэниэл Хиклар (Майкл Кейн) и Джон Бэвисток (Роджер Мур) совершают научное открытие в области термоядерного синтеза. Вместе они решают продать технологию террористам из стран третьего мира. Сидни Липтон и Гарольд Брэдли-Смит — обычные мошенники, которые как две капли воды похожи на учёных. Этим сходством хотят воспользоваться спецслужбы — по их задумке Сидни и Гарольд должны разузнать секреты физиков и сорвать опасную сделку.
Разведке удаётся похитить учёных и отправить Сидни и Гарольда в Шотландию, где и должны пройти переговоры с террористами. Однако физикам удаётся сбежать. Теперь они желают прибыть в Шотландию раньше своих двойников.

## Съёмочная группа
- Майкл Кейн — мошенник Сидни Липтон/учёный Дэниэл Хиклар
- Роджер Мур — мошенник Гарольд Брэдли-Смит/учёный Джон Бэвисток
- Салли Кёркленд — Уилли
- Дебора Мур — Фло Флеминг
- Ли Паттерсон — Дарелл Хайд
- Джон Клиз — камео
- Кристофер Адамсон
- Амир М. Коранджи — покупатель из Ирана

## Интересные факты
- Съёмочный период: 8 октября 1989 — 2 декабря 1989. Премьера состоялась 2 ноября 1990 года.
- Съёмки фильма проходили в Лондоне, Хэмпшире и Шотландии.
- Последнюю сцену в фильме снимало всего двое человек. Камерой управлял сам Майкл Уиннер, помощник оператора держал светоотражатель, а микрофон находился в книге, которую держал в руке актёр Джон Клиз. Но так как он был в кадре, то членом постановочной группы его считать нельзя.
- В этом фильме Роджер Мур играет вместе со своей дочерью Деборой.